# (3975) Verdi
(3975) Verdi est un astéroïde de la ceinture principale.

## Description
(3975) Verdi est un petit astéroïde de la ceinture principale. Il a été découvert par Freimut Börngen en 1982, à Tautenburg.

## Nom
Il est nommé d'après Giuseppe Verdi (1813-1901), compositeur italien d'opéras de la période romantique.